# Antonio Teodor Riccio
Antonio Teodor Riccio ((Brescia, Itàlia, 1540 - Ansbach, Alemanya, 1600) fou un compositor italià, que treballà principalment a Alemanya.
Era mestre de capella en una església de Brescia fins a l'any 1567. Formà part de la capella de la cort de Georg Frederich d'Ausbach, administrador de Prússia a Königsberg, i allà es convertí al protestantisme. Des del 1580 es feu molt amic de Johannes Eccard el qual també estava Ausbach com a mestre de capella.
El 1586 fou nomenat mestre de capella vitalici. A part dels Madrigals les seves obres es troben en l'estil tradicional luterà. Es conserva d'aquest autor:
* un llibre de Madrigals a 5 i 6 veus (1567);
un altre de Napolitanes a 5 veus (1577);
dos llibres de Sacrae cantiones;
un Magnificat
16 Salms
i un llibre de Misses (1579).
Johann Sebastian Bach va resoldre l'enigma d'un cànon escrit per Riccio, que s'havia trobat en un àlbum de l'arxiu estatal d'Oldenburg, Alemanya.
No hi ha la seguretat, però es creu que David Riccio (1533-1566, el qual també era músic. I que fou favorit de la reina Maria Stuard, era el germà d'Antonio Teodor.